# Hille Gosejacob-Rolf
Hille Gosejacob-Rolf (* 5. Mai 1943 in Bentheim/Niedersachsen; † 8. Februar 2024) war eine Sozialpädagogin und Geschäftsführerin, Bundesvorsitzende im Deutschen Berufsverband für Soziale Arbeit (DBSH) und Mitglied im Hauptvorstand des Deutschen Beamtenbundes.

## Leben
Hille Gosejacob-Rolf wurde 1943 in Bentheim geboren. Nach der fachgebundenen Hochschulreife studierte sie Sozialpädagogik und soziale Arbeit an der Fachschule für Sozialpädagogik in Münster und an der höheren Fachschule für Sozialarbeit in Detmold, Westfalen-Lippe.
Von 1969 bis 1977 arbeitete Gosejacob-Rolf als Diplom-Sozialarbeiterin im Range einer Sozialdezernentin im Kreis Pinneberg. 1977 wechselte sie nach Herzogenaurach, wo sie bis 2007 als Geschäftsführerin der Lebenshilfe Erlangen-Höchstadt tätig war. In allen ihren Ämtern versuchte sie ihre Vision der Entwicklung der sozialen Arbeit näher zu kommen, den Berufsstand der sozialen Arbeit zu professionalisieren und „einen Berufsstand, der fachkundig, flexible, kreativ, mutig, selbstbewusst und strategisch die gesellschaftlichen Herausforderungen annimmt“ zu erreichen.
2006 war sie eine der hauptverantwortlichen Ausrichter der Weltkonferenz Soziale Arbeit in Deutschland.
Verheiratet war Gosejacob-Rolf bis 1992 mit dem Diplom-Ingenieur Paul Rolf.

## Ehrenämter (Auswahl)
Sie war Vorstand im DBSH (1990–1995) und Gründungsvorsitzende. Sie war auch die erste Vorsitzende der Else Funke Stiftung (bis 2015).  Ab 2007 war sie Ehrenvorsitzende des DBSH-Bundesverbandes und begleitete bis zum Tod die Aktivitäten des Verbands mit viel Engagement.

## Auszeichnungen
- 1969: Stipendiatin der Victor Gollansz Stiftung (ab 1952 übernommen vom Bundesjugendplan)[7]
- 2007–2024: Ehrenvorsitzende des DBSH
- 2003: Bundesverdienstkreuz am Bande[8]